# Opsariichthys dienbienensis
Opsariichthys dienbienensis är en fiskart som beskrevs av Nguyen 2000. Opsariichthys dienbienensis ingår i släktet Opsariichthys och familjen karpfiskar. Inga underarter finns listade i Catalogue of Life.